# Celinnojei járás (Kurgani terület)
A Celinnojei járás (oroszul Целинный район) Oroszország egyik járása a Kurgani területen. Székhelye Celinnoje.

## Népesség
- 1989-ben 25 316;
- 2002-ben 23 058;
- 2010-ben pedig 17 187 lakosa volt, melyből 14 413 orosz, 1043 tatár, 768 kazah, 406 ukrán, 122 baskír, 122 német, 97 fehérorosz, 26 udmurt, 19 moldáv, 16 azeri, 14 komi, 14 örmény, 13 mordvin, 11 mari, 10 lett.